# Iona Morris
Iona Marie Morris (* 23. Mai 1957 in den Vereinigten Staaten) ist eine US-amerikanische Synchronsprecherin und Schauspielerin.

## Leben
Morris ist die Tochter des Schauspielers Greg Morris und die Schwester des Schauspielers Phil Morris. Sie arbeitete hauptsächlich als englische Synchronsprecherin und sprach unter anderem die Stimmen der Figuren Storm in X-Men – Der Kampf geht weiter (1992–1993), Nia/Betty in Phantom 2040 (1994–1995), Medusa in Fantastic Four (1995–1996) und Luba in W.i.t.c.h. (2006). Als Kind trat sie zusammen mit ihrem Bruder Phil in der 1966 erschienenen Folge Miri, ein Kleinling der Fernsehserie Raumschiff Enterprise auf. Es folgten zahlreiche Gastauftritte in weiteren Serien, wie etwa in Unbekannte Dimensionen (1985), Our House (1986), Polizeirevier Hill Street (1987), Mord ist ihr Hobby (1995), Star Trek: Raumschiff Voyager (2001), Moesha (1999–2001), The District – Einsatz in Washington (2002–2003), Cold Case – Kein Opfer ist je vergessen (2009) und Law & Order: LA (2011).
Filme, in denen sie spielte, sind unter anderem Lautloser Regen (1992), Once Upon a Time... When We Were Colored (1995), It’s in the Bag (1995), Next Time (1998) und High Freakquency (1998).
Ebenfalls lieh Morris ihre Stimme zahlreichen Figuren in verschiedenen Computerspielen und verkörperte 2010 die Colonel James in Command & Conquer 4: Tiberian Twilight.

## Filmografie (Auswahl)

### Fernsehserien
- 1966: Raumschiff Enterprise (Star Trek, eine Folge)
- 1980: Rupan sansei: Part II (eine Folge, Stimme)
- 1985: Robotech (eine Folge, Stimme)
- 1985: Unbekannte Dimensionen (The Twilight Zone, eine Folge)
- 1986: Harrys wundersames Strafgericht (Night Court, eine Folge)
- 1986: Our House (zwei Folgen)
- 1986: Unter der Sonne Kaliforniens (Knots Landing, eine Folge)
- 1987: Polizeirevier Hill Street (Hill Street Blues, eine Folge)
- 1988: Die Bill Cosby Show (The Cosby Show, eine Folge)
- 1992–1993: X-Men – Der Kampf geht weiter (X-Men, 13 Folgen, Stimme)
- 1994–1995: Phantom 2040 (neun Folgen, Stimme)
- 1995: Mord ist ihr Hobby (Murder, She Wrote, eine Folge)
- 1995–1996: Fantastic Four (vier Folgen, Stimme)
- 1996: Captain Planet (The New Adventures of Captain Planet, eine Folge, Stimme)
- 1996–1997: New Spiderman (Spider-Man, fünf Folgen, Stimme)
- 1997: Extreme Ghostbusters (eine Folge, Stimme)
- 1998: Ein schrecklich nettes Haus (In The House, eine Folge)
- 1998: Expedition der Stachelbeeren (The Wild Thornberrys, eine Folge, Stimme)
- 1999: Rocket Power (eine Folge, Stimme)
- 1999–2001: Moesha (drei Folgen)
- 2001: Star Trek: Raumschiff Voyager (Star Trek: Voyager, zwei Folgen)
- 2002: The Shield – Gesetz der Gewalt (The Shield, eine Folge)
- 2002–2003: The District – Einsatz in Washington (The District, zwei Folgen)
- 2006: W.i.t.c.h. (vier Folgen, Stimme)
- 2009: Lincoln Heights (eine Folge)
- 2009: Cold Case – Kein Opfer ist je vergessen (Cold Case, eine Folge)
- 2011: Law & Order: LA (eine Folge)
- 2012: The Soul Man (eine Folge)

### Filme
- 1970: Christmas Is (Fernsehfilm, Stimme)
- 1985: Codename: Robotech (Fernsehfilm, Stimme)
- 1985: Morgengrauen (Fernsehfilm, Stimme)
- 1986: Robotech: The Movie (Stimme)
- 1991: Silent Möbius (Stimme)
- 1992: Lautloser Regen (Rain Without Thunder)
- 1995: Once Upon a Time... When We Were Colored
- 1995: It’s in the Bag
- 1998: Next Time
- 1998: High Freakquency
- 2003: Ride or Die – Fahr zur Hölle, Baby! (Ride or Die)
- 2004: The Eavesdropper
- 2006: Robotech: The Shadow Chronicles (Stimme)

### Computerspiele
- 1993: Leisure Suit Larry 6: Shape Up or Slip Out! (Stimme)
- 1999: T'ai Fu: Wrath of the Tiger (Stimme)
- 2002: Emperor: Schlacht um Dune (Emperor: Battle for Dune, Stimme)
- 2002: Icewind Dale II (Stimme)
- 2004: EverQuest II (Stimme)
- 2005: Law & Order: Criminal Intent (Stimme)
- 2007: Spider-Man 3 (Stimme)
- 2010: Command & Conquer 4: Tiberian Twilight
- 2013: Sly Cooper: Thieves in Time (Stimme)